# Osinniki
Osinniki jsou hornické město v Rusku, v Kemerovské oblasti. Leží na soutoku řek Velikij Kandaler a Kondoma.
Leží 3 637 km vzdušnou čarou od Moskvy a 249 km jižně od oblastního města Kemerova. 25 km severně odsud leží významné průmyslové centrum Novokuzněck.
První hornické osídlení tu vzniklo roku 1926. Rychle se rozrůstalo; už v roce 1938 získalo statut města. Tehdy bylo známé pod názvem Osinovka. Vzniklo tu mnoho závodů, hlavními odvětvími průmyslu jsou ta, která se vážou přímo na těžbu. Od roku 1991 je však průmyslová výroba v útlumu.
Dnes tu žije méně než 50 tisíc lidí, počet obyvatel však klesá již od dob rozpadu SSSR, v roce 1992 ve městě žilo 63 400 obyvatel.